# Rohne
Rohne (Oppersorbisch: Rowno) is een plaats in de Duitse gemeente Schleife, deelstaat Saksen, en telt 572 inwoners (2006).